# Ghunsa Khola
Der Ghunsa Khola ist ein 41 km langer linker Nebenfluss des Tamor im Himalaya im äußersten Nordosten Nepals.

## Verlauf
Der Ghunsa Khola hat seinen Ursprung auf einer Höhe von etwa 4600 m am unteren Ende des Kangchendzöngagletschers. Er fließt in überwiegend südwestlicher Richtung durch das Gebirge. Er nimmt auf seinem Lauf die Schmelzwässer mehrerer Gletscher auf, darunter die des Ramtang- und des Kumbhakarnagletschers. Der Ghunsa Khola mündet schließlich auf einer Höhe von etwa 1490 m in den Tamor. Etwa 23 km oberhalb der Mündung befindet sich das Dorf Ghunsa am linken Flussufer.

## Einzugsgebiet
Das etwa 739 km² große Einzugsgebiet liegt im äußersten Nordosten von Nepal. Es grenzt im Norden an China sowie im Osten an das zu Indien gehörende Sikkim. Es umfasst die Nordwestflanke des dritthöchsten Berges der Erde, der Kangchendzönga (8586 m). Eingerahmt wird das Einzugsgebiet von Gebirgskämmen mit Höhen von 6000 m und mehr. Das Einzugsgebiet befindet sich im Kangchendzönga-Schutzgebiet.

## Wasserkraftnutzung
Am Unterlauf des Ghunsa Khola ist ein Wasserkraftwerk im Bau (Stand 2025). Es ist geplant, etwa 6,9 km oberhalb der Mündung an einem 32 m langen Wehr einen Teil des Flusswassers abzuleiten. Dieses soll über einen 4,2 km langen Tunnel sowie einen 824 m langen Druckstollen zum Kavernenkraftwerk geleitet werden. Das Kraftwerk soll als ein Laufwasserkraftwerk betrieben werden, das heißt, es gibt an der Ausleitungsstelle keine größere Speicherkapazität. Die Netto-Fallhöhe des geplanten Wasserkraftwerks beträgt 425,55 m. Die Ausbauleistung liegt bei 21,28 m³/s. Es sollen drei Pelton-Turbinen mit einer Gesamtleistung von 77,4 MW angetrieben werden. Die Jahresenergieproduktion soll bei etwa 458,58 GWh liegen. Über einen 650 m langen Tunnel soll das Wasser zurück in den Fluss (möglicherweise in den abstrom gelegenen Tamor) gelangen.